# Lov na lavove (Delacroix)
Lov na lavove (francuski: Chasse aux lions) je naziv za seriju romantičarskih slika Eugenea Delacroixa koje su naslikane sredinom 19. stoljeća. 
Delacroix je često slikao scene lova i borbe protiv životinja. Kao i mnogi drugi umjetnici romantičnog doba, bio je očaran orijentalnim i egzotičnim lokalitetima. Godine 1832. krenuo je na dugo putovanje u Maroko što je bila trajna inspiracija za njegov rad. U velikim, živopisnim slikama, lavovi, tigrovi i lovci na konjima bore se do smrti. No, Delacroix najvjerojatnije nikad nije vidio takve prizore, pa čak ni divlje životinje u svom prirodnom staništu. Umjesto toga, koristio je detaljne studije o životinjama u zoološkim vrtovima, te
ljudima i materijalnoj kulturi Sjeverne Afrike da stvori svoje slike.
Dramatičnost, toliko tipična za romantizam, ovdje je nastala energičnim potezima kista i kontrastom komplementarnih boja: crvene i zelene, plave i narančaste, te svijetlih i tamnih mrlja. Na Lov na lavove, naslikan više od dvadeset godina nakon njegove ekspedicije u Maroko, također su utjecale slike lova majstora Petera Paula Rubensa iz 17. stoljeća, koji je također naslikao i Lov na lavove.
Najmonumentalnija verzija iz ove serije slika je ona u Musée des Beaux-Arts de Bordeaux iz 1855., čija je gornja polovica teško oštećena tijekom požara 1870. god. Delacroix je napravio najmanje dvije skice slike, koje se sada nalaze u kolekcijama u pariškom muzeju d'Orsay i Nationalmuseumu u Stockholmu. Kasnije je napravio slične slike koje se sada nalaze u zbirkama Muzeja likovnih umjetnosti u Bostonu i Umjetničkom institutu u Chicagu.
Na ovoj posljednjoj prizor čini osam lovaca koji nemilosrdno napadaju dva lava, koji zauzvrat
pokazuju neustrašivost i upornost. Lav u fokusu (sprijeda) uhvatio je jednog napadača u šape i okreće se na drugog napadača iza sebe. Onaj koji se nalazi u pozadini je na leđima konja i
pribija srušenog konja na zemlju. Iza potonjeg je još jedan jahač s kopljem uperenim u
njega. U daljini, na tlu je posljednji lovac koji kao da izdaje naređenja. Daleko od sve ove brutalnosti nalazi se prekrasna morska obala koja se pruža do olujnog horizonta. 
Brzi udarci kistom u kojima možemo osjetiti umjetnikovu ruku prenose nemir prizora. U vrtlogu
izvedenom s tri osnovne boje (plavom, crvenom i žutom) dominiraju one toplije.
- Arapina na konju napada lav, ulje na platnu, 44 x 38 cm, 1849.-50., Umjetničkom institutu u Chicagu
- Lov na lavove u Maroku, ulje na platnu, 74 × 92 cm, 1854., Hermitage, Sankt Petersburg
- Lov na lavove, ulje na platnu, 86 × 115 cm, 1854., d'Orsay, Pariz
- Lov na lavove, ulje na platnu, 181 × 247 cm, 1855., Musée des Beaux-Arts, Bordeaux
- Lov na lavove, ulje na platnu, 92 x 117,5 cm, 1858., Muzej likovnih umjetnosti u Bostonu